# 哈森 (蒙大拿州)
哈森（英語：Huson），又名格洛德（Glaude），是位於美國蒙大拿州米蘇拉縣的普查規定居民點。

## 歷史
哈森的郵局於1898年設立，其後於1983年停運。

## 人口
根據2020年美國人口普查的數據，哈森的面積為2.01平方千米，當中陸地面積為1.98平方千米，而水域面積為0.03平方千米。當地共有人口256人，而人口密度為每平方千米127.36人。